# Ernest Blum

Ernest Blum

Ernest Blum (geb. 15. August 1836 in Paris; gest. 18. September 1907 ebenda) war ein französischer Dramatiker, Librettist und Journalist.

## Leben
Der Sohn eines Schauspielers hatte seinen ersten großen Erfolg 1854 mit der Komödie Une femme qui mord. Er entstanden in Folge viele Komödien, Dramen, Tragödien, Vaudevilles, Burlesken, Farcen und Märchenstücke.
Er war aber auch als Journalist tätig. So verfasste er unter den Pseudonymen Ursus im Journal Le Rappel und Marcy bei Le Charivari Artikel für das Feuilleton. Weiterhin schrieb auch für Le Figaro und L’Écho de Paris. Dort jedoch politische Artikel, die er auch unter seinem richtigen Namen veröffentlichte.
Viel Aufsehen erzeugten die von ihm, zusammen mit Louis Huart 1860 verfassten, gefälschten Memoiren der damals berühmten Cancan-Tänzerin Marguerite Badel, die den Künstlernamen Rigolboche trug. Im Jahr 1866 veröffentlichte er eine Sammlung seiner Schriften und Werke, zu der sein langjähriger Freund Henri Rochefort das Vorwort verfasste.
Als 1870 Paris belagert wurde, schloss er sich dem Widerstand an und wurde Sekretär bei der Commission des barricades, wofür er zum Ritter der Ehrenlegion ernannt wurde. Als Patriot unterstützte er später auch den Boulangismus.
Blum war seinen Zeitgenossen sehr bekannt, jedoch nicht bei allen beliebt. So schrieb 1872 Victor Koning den Roman Tout Paris, in dem die High Society aufs Korn genommen wurde und Blum das Amt des Kultusministers innehatte. Weiterhin wurde er 1891 pauschal, mit anderen Juden, im Buch Juifs et antisémites en Europe, das den Untertitel "Die Juden sind der natürliche Feind des christlichen Europas" angegriffen.
Ernest Blum ist auf dem Père-Lachaise (7. Division) begraben.

## Werk (Auswahl)

### Bühnenstücke
- 1855: Latrouillard et Truffaldini, ou les Inconvénients d'une vendetta infiniment trop prolongée, Autoren: J. Petit und Ernest Blum, Musik: Hervé, Folies-Nouvelles
- 1864: La Revue pour rien ou Roland à Ronge-Veau, Autoren: Clairville, Paul Siraudin und Blum, Musik: Hervé, Théâtre des Bouffes-Parisiens
- 1873: La Jolie Parfumeuse, Autoren: Crémieux und Blum, Musik: Jacques Offenbach, Théâtre de la Renaissance
- 1874: Bagatelle, Autoren: Crémieux und Blum, Musik: Jacques Offenbach, Théâtre des Bouffes-Parisiens
- 1880: Belle Lurette, Autoren: Raoul Toché und Blum, Musik: Jacques Offenbach und Léo Delibes, Théâtre de la Renaissance
- 1885: Mam'zelle Gavroche, Autoren: Edmond Gondinet, Albert Saint-Albin und Blum, Musik: Hervé, Théâtre des Variétés
- 1895: Le carnet du diable; Autoren: Paul Ferrier und Blum, Musik: Gaston Serpette, Théâtre des Variétés

### Buchveröffentlichungen
- mit Louis Huart: Mémoires de Rigolboche,  1860; als: ( = Edition Corvey, Französischsprachige Belletristik),  Mikrofilmkopie, Belser wissenschaftlicher Dienst, Wildberg 1989–1990, ISBN 3-628-59621-1[12].
- Les Mémoires d'un vieux beau, Ollendorff, Paris 1896, OCLC 457083353.